# Anthony Ryan
 (septembre 2016).
Œuvres principales
- Série Blood Song
- Série Dragon Blood

Anthony Ryan, né en 1970, est un écrivain écossais de fantasy et de science-fiction. La publication par Penguin Books de la trilogie de fantasy épique Blood Song, dont le premier volume a été initialement publié à compte d’auteur, lui assure un succès international.

## Biographie
Anthony Ryan est né et a grandi en Écosse. Sa vie d’adulte se déroule cependant majoritairement à Londres. Il suit des études en histoire médiévale puis effectue une carrière dans la haute fonction publique gouvernementale britannique (Civil Service) avant de vivre entièrement de sa plume à partir de 2012.

## Influences
Anthony Ryan revendique particulièrement l’influence de Lloyd Alexander (Les Chroniques de Prydain), découvert dans son enfance, et celle de David Gemmell  (Le Loup dans l’ombre), lu à l’âge adulte,,.

## Œuvres

### UniversBlood Song

#### SérieBlood Song
Cette série est parue en langue originale sous le titre Raven's Shadow
1. La Voix du sang, Bragelonne, 2014 ((en) Blood Song, 2012)
2. Le Seigneur de la tour, Bragelonne, 2015 ((en) Tower Lord, 2014)
3. La Reine de feu, Bragelonne, 2016 ((en) Queen of Fire, 2015)

- La Dame des corbeaux et autres nouvelles, Bragelonne, 2018

#### SérieRaven Blade
Cette série est la suite de la trilogie Blood Song
1. L'Appel du loup, Bragelonne, 2020 ((en) The Wolf's Call, 2019)
2. Le Chant noir, Bragelonne, 2021 ((en) The Black Song, 2020)

### SérieDragon Blood
Cette série est parue en langue originale sous le titre The Draconis Memoria
1. Le Sang du dragon, Bragelonne, 2017 ((en) The Waking Fire, 2016)
2. La Légion des flammes, Bragelonne, 2018 ((en) The Legion of Flame, 2017)
3. L'Empire des cendres, Bragelonne, 2019 ((en) The Empire of Ashes, 2018)

### SérieSlab City Blues
1. (en) Slab City Blues, 2011
2. (en) A Song for Madame Choi, 2011
3. (en) A Hymn to Gods Long Dead, 2012
4. (en) The Ballad of Bad Jack, 2013
5. (en) An Aria for Ragnarok, 2015

### SérieL'Alliance de Fer
Cette série est parue en langue originale anglaise sous le titre The Covenant of Steel.
1. Le Paria, Bragelonne, 2022 ((en) The Pariah, 2021)
2. La Martyre, Bragelonne, 2023 ((en) The Martyr, 2022)
3. Le Traître, Bragelonne, 2024 ((en) The Traitor, 2023)

### SérieL'Âge de la Fureur
Cette série est parue en langue originale anglaise sous le titre Age of Wrath.
1. Une marée d'acier noir, Bragelonne, 2025 ((en) A Tide of Black Steel, 2024), trad. Olivier Debernard, 504 p.  (ISBN 979-10-281-4027-4)

### SérieThe Seven Swords
1. (en) A Pilgrimage of Swords, 2019
2. (en) The Kraken's Tooth, 2020
3. (en) City of Songs, 2021
4. (en) To Blackfyre Keep, 2022
5. (en) Across the Sorrow Sea, 2023
6. (en) The Road of Storms, 2024

### Romans indépendants
- Red River Seven, Bragelonne, 2023 ((en) Red River Seven, 2023)
- (en) The Feeding, 2025

### Recueils de nouvelles
- (en) Slab City Blues: The Collected Stories, 2015

### Nouvelles parues en français
- Brûlesables, 2020 ((en) Sandrunners, 2015)Parue dans l'anthologie Bragelonne, 20 ans de légendes, Bragelonne